# كارين بارك
كارين بارك (بالسويدية: Karin Park)‏ هي كاتبة غنائية ومغنية سويدية، ولدت في 6 سبتمبر 1978 في Djura ‏ في السويد.

## وصلات خارجية
- كارين بارك على موقع IMDb (الإنجليزية)
- كارين بارك على موقع ميوزك برينز (الإنجليزية)
- كارين بارك على موقع ديسكوغز (الإنجليزية)
- كارين بارك على موقع قاعدة بيانات الفيلم (الإنجليزية)